# Драго, Луис Мария
Луис Мария Драго (исп. Luis María Drago; 6 мая 1859, Мерседес, провинция Буэнос-Айрес, Аргентина — 9 июня 1921, Буэнос-Айрес, Аргентина) — аргентинский юрист и государственный деятель, министр иностранных дел Аргентины (1902—1903).

## Биография
Родился в обеспеченной семье испанского происхождения. Окончил Национальный колледж Буэнос-Айреса, затем — юридический факультет Университете Буэнос-Айреса (1882). Работал журналистом в нескольких газетах, в том числе The Nation, став ее редактором. Затем перешел на государственную службу: был судьей, советником провинциального апелляционного суда и генеральным прокурором Буэнос-Айреса. Во время своей службы в суде, он проявил глубокую заинтересованность в изучении социологических и психологических факторах, влияющих на поведение правонарушителей.
В 1888 г. вошел в состав группы исследователей так называемого «Поколения 1880-х», которые занялись научным исследованием вопроса преступности. Эта группа ученых стала основателями позитивистской школы уголовного права в Аргентине на основе господствующей в то время итальянской школы юридического позитивизма. В 1909 г. был назначен арбитром по урегулированию финансового спора между США и Венесуэлой, затем участвовал в разрешении конфликта между Великобританией и Соединенными Штатами по вопросам рыболовства в Северной Атлантике.
В 1901 г. был избран депутатом от Национальной партии автономистов и одновременно являлся профессором права.
С 1902 по 1903 г. — министр иностранных дел Аргентины в администрации президента Хулио Роки . Позже являлся членом Постоянной палаты третейского суда в Гааге. Представлял Аргентину во время Второй Гаагской мирной конференции (1907). После окончания Первой мировой войны был приглашен новообразованной Лигой Наций принять участие в разработке Статута Постоянной палаты международного суда.
Был известен разработкой названной в его честь «доктриной Драго», которая устанавливает, что иностранные государства не вправе осуществлять дипломатические и военные санкции против страны-должника с целью взыскания задолженности или процентов по долгу. Она представляла собой латиноамериканскую эволюцию доктрины Монро, сформулированной президентом США Джеймсом Монро и явилась ответом на военные действия в Англии, Германии и Италии, которые осуществили морскую блокаду Венесуэлы (1902—1903), после того как президент этой страны Сиприано Кастро отказался от выплат по государственному долгу перед ними. При этом президент Соединенных Штатов Теодор Рузвельт отказался от применения доктрины Монро в отношении европейских государств.
В 1912 г. был вновь избран в состав Федерального конгресса и в течение этого года, ссылаясь на состояние здоровья, отказался от поста посла в Соединенных Штатов Америки.